# 约阿希姆·奥尔森
约阿希姆·B·奥尔森（Joachim B. Olsen，1977年3月31日—），丹麦男子铅球运动员。奥尔森原本获得2004年雅典奥运铅球项目铜牌，后来因原金牌得主Yuriy Bilonoh未能通过药检，奥尔森递补获得银牌。